# Mole Creek
Mole Creek – miasto w Australii, na Tasmanii.